# Дворец под четырьмя ветрами
Дворец под четырьмя ветрами (пол. Pałac Pod Czterema Wiatrami), также известный как Дворец Теппера (пол. pałac Teppera-Dückerta), — дворец в стиле рококо в Варшаве, расположенный на улице Длинной (пол. ulica Długa) 38/40.

## История

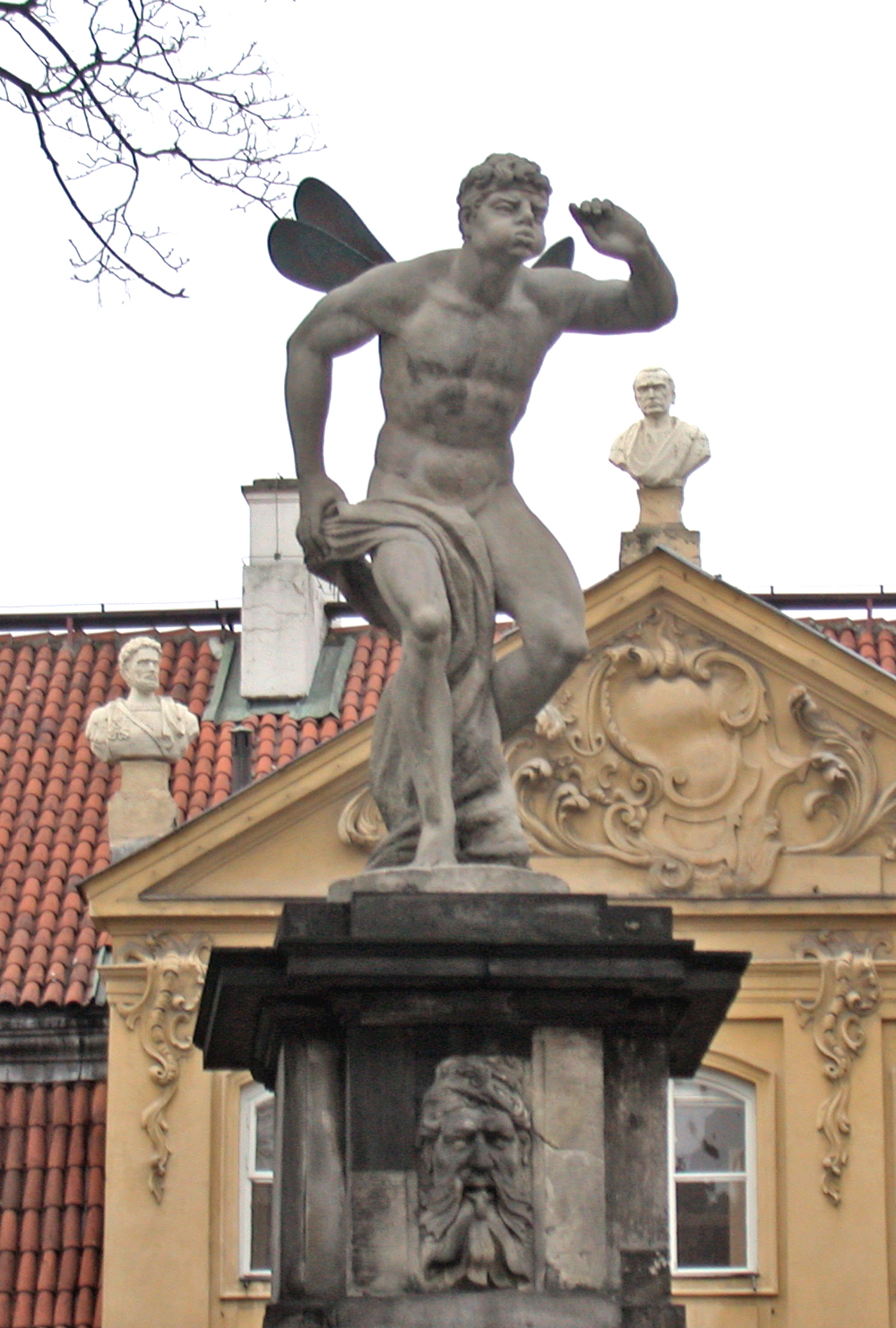
Boreas

Дворец был построен около 1680 года, вероятно, по замыслу Тильмана ван Гамерена, для главного официального королевского секретаря Станислава Кляйнпольта. Впоследствии дворец был продан в 1685 году Яну Доброгосту Красинскому, в 1698 году — Анджею Хризостому Залусскому, а в начале XVIII века — епископу Плоцкому Анджею Станиславу Залускому.
С 1730-х годов владельцем был Франтишек Максимилиан Оссолинский, а затем Михаил Казимир Рыбонька Радзивилл, который реконструировал дворец в стиле рококо, вероятно, по проекту Иоганна Зигмунда Дейбеля. Великолепные скульптуры Четырех ветров (Notus, Boreas, Zephyrus и Eurus) на колоннах дворца датируются именно этим периодом. Художник неизвестен, но, вероятно, также участвовал в украшении саксонского сада.
В 1769—1771 годах дворец был перестроен Шимоном Богумилом Цугом для Петра Теппера. Правое крыло было расширено, и по соседству с Длинной улицей было построено дополнительное здание, прилегающее к дворцу, с фасадом раннего классицизма.
В 1801 году дворец был приобретен на аукционе Каролом Фридериком Дюкертом. До 1891 года он принадлежал его наследникам. В 1808—1914 годах он служил элегантным отелем Hôtel de Dresde. После Первой мировой войны дворец пришел в упадок, став доходным домом.

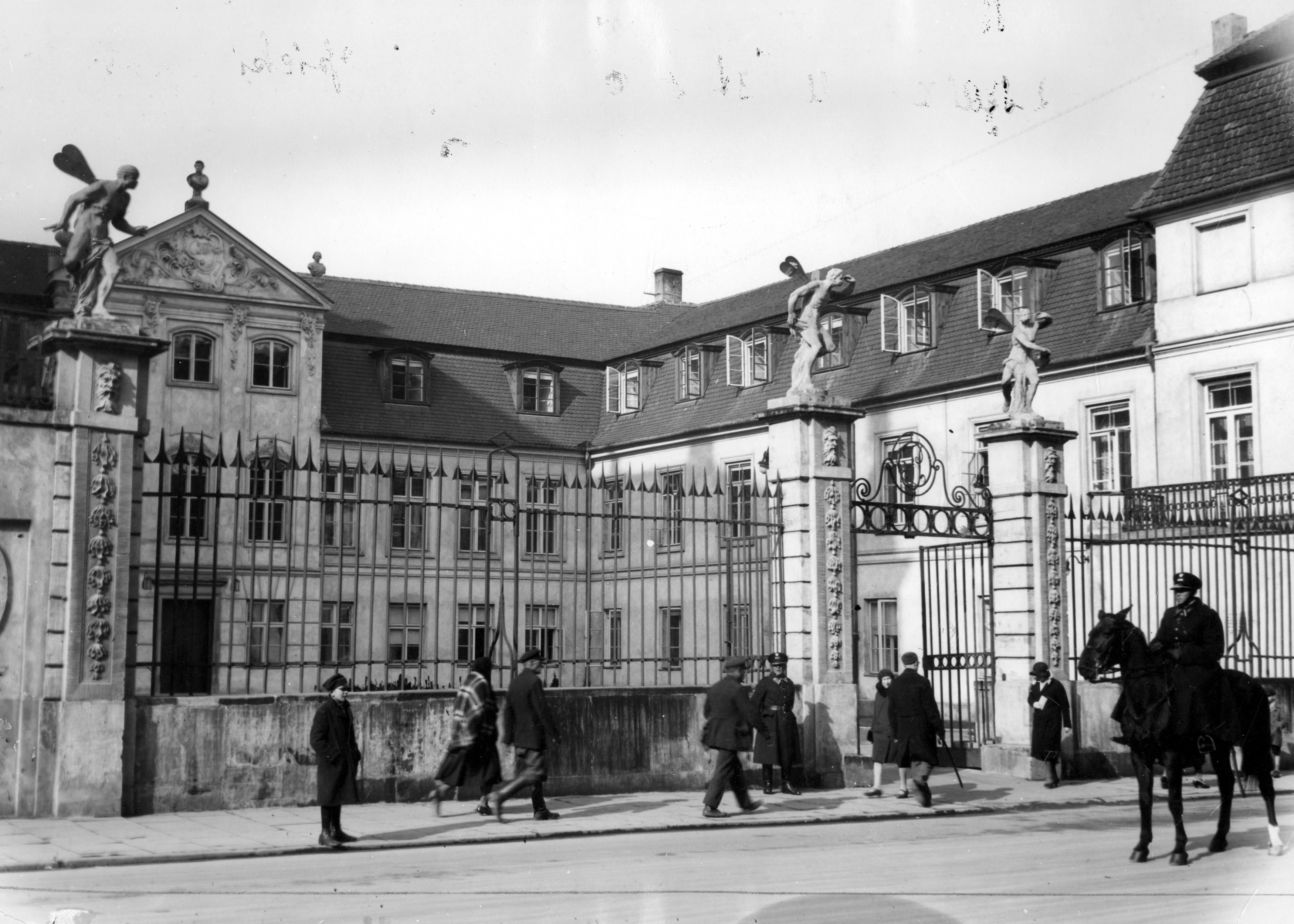
Дворец в межвоенное время

В 1927 году он был куплен польским казначейством, восстановлен и превращен в резиденцию Министерства труда и социального обеспечения. В 1944 году дворец был преднамеренно сожжен немцами после того, как они подавили Варшавское восстание.
Был перестроен в 1949—1951 годах по проекту Людвика Боравского. Он был предназначен для офисов учреждений, подчиненных Министерству здравоохранения и социального обеспечения, в том числе Польскому медицинскому издательству и Объединению «Польские курорты».
В 1994 году на фасаде здания была установлена мемориальная доска в честь Мариана Клотта, главного инспектора по труду в межвоенный период.